# Amara musculis
Amara musculis är en skalbaggsart som beskrevs av Thomas Say 1823. Amara musculis ingår i släktet Amara och familjen jordlöpare. Inga underarter finns listade i Catalogue of Life.